# 古屋野橘衛
古屋野 橘衛（こやの きつえ、1878年（明治11年）1月1日 - 1957年（昭和32年）4月10日）は、岡山県都窪郡豊洲村（現・倉敷市）出身の地方政治家。倉敷市長。

## 来歴
1878年1月1日、都窪郡豊洲村に槙尾利八の二男として生まれる。その後、古屋野家を継ぐ。同志社中学・三高を経て、京都帝国大学法学部へ進学する。
卒業後は貿易業へ就き、その後アメリカへ渡る。17年間滞在し、1922年に帰国する。
1923年、万寿村長となり、その後、岡山県議会議員に3回当選する。1927年、倉敷市制実現のため、倉敷町・万寿村・大高村の3町村合併に尽力した。
合併後の、1928年、倉敷市議会議員となり、その後、市議会議長となる。
1937年から1947年まで、倉敷市長を務め、公職追放を受けた。
追放解除後の1957年4月10日死去。享年80。